# Лопатоголовий вуж
Лопатоголовий вуж (Prosymna) — рід неотруйних змій, єдиний у родині Prosymnidae. Поширений в Субсахарській Африці.

## Опис
Загальна довжина представників цього роду коливається від 12 до 40 см. Спостерігається статевий диморфізм — самиці більші за самців. Особливість цих змій є досить широка голова з ще більш широки ростральним щитком, що нагадує лопату. Звідси походить назва цього роду. Тулуб стрункий, кремезний, помірної довжини. Забарвлення коричневе, оливкове, фіолетове з різними відтінками. Є види з нечисленими плямами, цяточками або смужками. Голова зазвичай темніша за тулуб і хвіст.

## Спосіб життя
Полюбляють місцину біля водойм, особливо боліт. Активні вдень. Харчуються ящірками, гризунами, земноводними.

## Види
Рід Holcosus нараховує 18 видів:
- Prosymna ambigua Bocage, 1873
- Prosymna angolensis Boulenger, 1915
- Prosymna bivittata F. Werner(інші мови), 1903
- Prosymna confusa Conradie, Keates, Baptista & Lobón-Rovira, 2022
- Prosymna frontalis (W. Peters, 1867)
- Prosymna greigerti Mocquard(інші мови), 1906
- Prosymna janii Bianconi(інші мови), 1862
- Prosymna lineata (W. Peters, 1871)
- Prosymna lisima Conradie, Keates, Baptista & Lobón-Rovira, 2022
- Prosymna meleagris (J.T. Reinhardt(інші мови), 1843)
- Prosymna ornatissima Barbour(інші мови) & Loveridge(інші мови), 1928
- Prosymna pitmani Battersby, 1951
- Prosymna ruspolii (Boulenger, 1896)
- Prosymna semifasciata Broadley(інші мови), 1995
- Prosymna somalica H. Parker(інші мови), 1930
- Prosymna stuhlmanni (Pfeffer(інші мови), 1893)
- Prosymna sundevalli (A. Smith, 1849)
- Prosymna visseri V. FitzSimons(інші мови), 1959